# Villeneuve-sous-Charigny
Villeneuve-sous-Charigny ist eine französische Gemeinde mit 87 Einwohnern (Stand 1. Januar 2022) im Département Côte-d’Or in der Region Bourgogne-Franche-Comté. Sie gehört zum Kanton Semur-en-Auxois und zum Arrondissement Montbard. 
Nachbargemeinden sind Saint-Euphrône im Norden, Marigny-le-Cahouët im Nordosten, Charigny im Osten, Braux im Süden und Montigny-sur-Armançon im Westen.

## Bevölkerungsentwicklung
| Jahr                       | 1962 | 1968 | 1975 | 1982 | 1990 | 1999 | 2008 | 2015 |
| -------------------------- | ---- | ---- | ---- | ---- | ---- | ---- | ---- | ---- |
| Einwohner                  | 64   | 41   | 40   | 76   | 92   | 83   | 96   | 87   |
| Quellen: Cassini und INSEE |      |      |      |      |      |      |      |      |

## Sieh auch
- Liste der Monuments historiques in Villeneuve-sous-Charigny